# Barichneumon iowensis
Barichneumon iowensis är en stekelart som beskrevs av Heinrich 1978. Barichneumon iowensis ingår i släktet Barichneumon och familjen brokparasitsteklar. Inga underarter finns listade.